# مؤشر تنمية المدن
تم وضع مؤشر تنمية المدن (بالإنجليزية: City Development Index) لمؤتمر الأمم المتحدة للمستوطنات البشرية (الموئل الثاني) في عام 1996، حيث تم تصميمه لقياس مستوى التنمية في المدن. وقد طور برنامج المؤشرات الحضرية التابع لبرنامج الأمم المتحدة للمستوطنات البشرية (مستوطنات الأمم المتحدة) المؤشر، بحيث يتمكن من تصنيف مدن العالم وفقًا لمستوى التنمية بها، وكعرض للمؤشرات التي تعكس التنمية. ويقيس مؤشر تنمية المدن القطاعات المختلفة المحددة في إطار المؤشر الحضاري، وذلك لأنه يعتمد على خمس مؤشرات فرعية وهي البنية التحتية والنفايات والصحة والتعليم ومنتج المدينة. وتتمثل فائدته في أنه يقدم نظرة سريعة على أداء المدن وفقًا للمؤشرات المختلفة.